# Теленчі Оксана Євгенівна
Оксана Євгенівна Теленчі (22 січня 1950 — пом. 17 грудня 2012, Львів) — українська журналістка, багаторічний кореспондент газети «Голос України», відповідальний секретар ЛОО Національної спілки журналістів України.

## Біографічні дані
У 1966—1971 навчалася на факультеті журналістики Львівського державного університету ім. І. Франка.
1972—1986 — працювала в найрейтинговішій на той час газеті «Молодь України» кореспондентом, завідувачем відділу.
1988—1990 — працювала власним кореспондентом республіканської газети «Радянська Україна» у Львівській області. Працювала кореспондентом відділу культури у штаті цієї газети.
1990—2007 — працювала власним кореспондентом газети Верховної Ради України «Голос України» у Львівській та Івано-Франківській областях.
Від 2007 — постійний позаштатний кореспондент газети Верховної Ради України «Голос України»; фрилансер провідних загальноукраїнських видань: газет «День», «Літературна Україна», журналу Верховної Ради України «Віче».
2005 року Оксана Теленчі видала книжку «Подивімось у вічі дітям. Наметове містечко: учора, сьогодні, завтра» (Учасники Майдану з відстані часу оцінюють реалії і персоналії Помаранчевої революції).

## Громадська робота
Член секретаріату обласної організації Національної спілки журналістів України; керівник об'єднання власних кореспондентів, акредитованих у Львівській області.

## Відзнаки
- 2009 — нагороджена Золотою медаллю української журналістики за креативні творчі проекти.
- 2011 — переможець творчого конкурсу (перша премія) матеріалів на екологічну тематику, присвяченого Міжнародному року лісу.

## Родина
Оксана Теленчі мала сестру Олесю, брата Степана й дочку Марту (* 1988). Померла після тривалої важкої хвороби.